# Moncé-en-Saosnois
Moncé-en-Saosnois là một xã trong tỉnh Sarthe trong vùng Pays-de-la-Loire ở tây bắc nước Pháp. Xã này nằm ở khu vực có độ cao từ 68-112 mét trên mực nước biển.